# میشل تیتو
میشل تیتو (انگلیسی: Michele Tito; ۱۸ ژوئن ۱۹۲۰ – ۱۱ ژانویهٔ ۱۹۶۱) ورزشکار دو و میدانی اهل ایتالیا بود.
وی در مسابقات کشوری و بین‌المللی در مجموع برندهٔ ۱ مدال برنز شده‌است.